# Вади
Ва́ди (араб. وادي‎) или уэд (вад, واد‎) — арабское название сухих русел рек и эрозионных речных долин вре́менных или периодических водных потоков, заполняемых, главным образом только после сильных ливней, в пустынях Аравийского полуострова и Северной Африки.

## Описание
Вади достигают многих сотен километров в длину и заканчиваются обычно в бессточных впадинах, а их дно покрыто пролювием. Часто имеют крутые склоны.
Возможно, это реликтовые русла и долины рек, существовавших в ранее бывший период более влажного климата.
На Аравийском полуострове, в Сирии и Северной Африке это слово часто присутствует в географических наименованиях. Также встречается и на Иберийском полуострове, например в названии города Гвадалахара (араб. Вади аль-Хаджара) или реки Гвадалквивир (араб. Вади аль-Кабир).